# Картлос
Ка́ртлос (груз. ქართლოს) — легендарный прародитель грузинского народа, основатель Картли, из рода Фогармы. Младший брат легендарного прародителя армян Хайка (Гаоса).

## Первоначальное расселение
Леонти Мровели в летописи «Жизнь картлийских царей» пишет:
Среди сынов его отличились восемь братьев, (Дословно: «восемь человек»), герои многосильные и славные, которых звали так: первого — Гаос, второго — Картлос, третьего — Бардос, четвертого — Мовакан, пятого — Лек, шестого — Эрос, седьмого — Кавкас, восьмого — Эгрос. И были эти братья героями. Но лучшим из героев тех был Хайос, ибо подобного ему ни телом, ни мощью и мужеством не было ни до потопа, ни после него.
...и поделил Таргамос земли и племена свои между восемью этими героями: половиной племен и лучшей половиной земли своей наделил он Хайоса, а тем семерым отвел долю каждому по достоинству: наделил Картлоса и утвердил [ему] рубежи: на востоке — Эрети и река Бердуджи; на западе — море Понтийское; с юга — гора, что тянется от истоков реки Бердуджи, и гора, что пролегает к западу и воды которой текут на север и впадают в Куру, которая течет между гор Кларджети и Тао до моря; и с севера рубежи Гадо, Малая Гора, что отходит ветвью от Кавказа и примыкает к окончанию Гадо, которую ныне именуют Лихи. И все [земли] между ними дал [Таргамос] Картлосу.

## Потомки Картлоса
Мровели упоминает следующих потомков Картлоса:
- Мцхетос — основатель Мцхеты:
  - Уплос — «владыка», основатель Уплисцихе.
  - Одзрхос — эпоним одной из южных областей исторической Грузии — Самцхе.
  - Джавахос — эпоним Джавахетии.
- Гардабос — эпоним Гардабани.
- Кахос — эпоним Кахетии.
- Кухос — эпоним Кухети.
- Гачиос — эпоним Гачиани.